# Le Breuil (Allier)
Le Breuil – miejscowość i gmina we Francji, w regionie Owernia-Rodan-Alpy, w departamencie Allier.

## Demografia
Według danych na rok 1990 gminę zamieszkiwało 571 osób, a gęstość zaludnienia wynosiła 17 osób/km². W styczniu 2015 r. Le Breuil zamieszkiwały 563 osoby, przy gęstości zaludnienia wynoszącej 16,8 osób/km².